# Estación de Begonte
La estación de Begonte es un apeadero ferroviario situado en el municipio español homónimo en la provincia de Lugo, en la comunidad autónoma de Galicia. Actualmente no dispone de servicios de viajeros.

## Situación ferroviaria
La estación se encuentra en el punto kilométrico 453,2 de la línea férrea de ancho ibérico que une León con La Coruña, entre las estaciones de Baamonde y de Rábade. El tramo es de vía única y está sin electrificar.

## Historia
La estación fue inaugurada el 10 de octubre de 1875 con la apertura del tramo La Coruña-Lugo de la línea férrea que pretendía unir Palencia con La Coruña. La Compañía de los Ferrocarriles de Asturias, Galicia y León fue la encargada de las obras. Dicha compañía se creó para continuar con las obras iniciadas por Noroeste y gestionar sus líneas ante la quiebra de la misma. Sin embargo la situación financiera de esta última también se volvió rápidamente delicada siendo absorbida por Norte en 1885. En 1941, la nacionalización del ferrocarril en España supone la desaparición de esta última y su integración en la recién creada RENFE. 
Desde el 31 de diciembre de 2004 Renfe Operadora explota la línea mientras que Adif es la titular de las instalaciones ferroviarias.